# Manuel Caracciolo Lévano
Manuel Caracciolo Lévano Chumpitaz (Lurín, 1863 - Lima, 10 de junio de 1936), conocido como Manuel Caracciolo Lévano, fue un anarquista y dirigente sindical peruano que durante su juventud combatió en las guerrillas que dirigió Andrés Avelino Cáceres durante la Guerra del Pacífico (1879-1884) y en las montoneras de Nicolás de Piérola en 1895, pero desencantado con el accionar político de Cáceres y Piérola, y convertido en panadero en Lima, abrazó los ideales del anarquismo y luchó el resto de su vida por el establecimiento de la jornada laboral de las 8 horas en el Perú organizando el movimiento anarcosindicalista y gremial de finales del siglo XIX y principios del siglo XX dentro del movimiento obrero del Perú. Debido a su papel fundamental en la organización del movimiento obrero y sindicalista en el Perú, su temprana militancia anarquista significó una ruptura con el anarquismo ilustrado que entonces representaba la figura de Manuel González Prada, lo que fue crucial para la conquista de la jornada laboral de las 8 horas en el Perú en 1919 y la construcción de los primeros sindicatos en el Perú.
Una confusión muy frecuente es interpretar que tuvo un origen italiano debido a que equivocadamente se asume que su segundo nombre, "Caracciolo", denota una ascendencia italiana. Sin embargo, ese error tiene su origen en el hecho de que el movimiento anarquista peruano, sobre todo el limeño y el portuario en el Callao, recibieron una relativa aunque reducida influencia del movimiento anarquista argentino, pionero y muy fuerte en América del Sur a principios del siglo XX, y que estaba muy influenciado por migrantes argentinos que eran militantes anarquistas. Sin embargo, dicho fenómeno no ocurrió en el Perú, o al menos no en Lima y el Callao y, más bien, los movimientos anarquista y anarcosindicalista peruanos fueron bastante auténticos tanto en sus militancias como en su estructura organizativa, sobre todo porque los primeros anarquistas peruanos no tuvieron una influencia italiana sino ilustrada a través de González Prada, quien pertenecía a la oligarquía ilustrada de finales del siglo XIX y de forma autodidacta y sistemática se había radicalizado del positivismo hacia el anarquismo entre las décadas de 1880 y 1890 (pensamiento que afianzó sobre todo en España y Francia durante su viaje por Europa entre 1891 y 1898), y antigamonal a través de la voluptuosa labor anarcosindicalista del autodidacta Julio Reynaga Matute, conocido en la comunidad anarquista y obrera de su época como "el negro Reynaga" por su origen "mulato", quien organizó a los trabajadores jornaleros de las haciendas azucareras del norte peruano en Trujillo, Lambayeque y el valle de Chicama desde inicios de la década de 1890. Por esta razón, es importante destacar la labor germinal y auténtica de Manuel C. Lévano y otros anarquistas peruanos contemporáneos suyos como Nicolás Gutarra, Carlos Barba Aciego y Adalberto Fonkén en el anarquismo peruano que le dan un carácter propio a este dentro del anarquismo latinoamericano que, en la primera mitad del siglo XX, estuvo liderado por el anarquismo argentino influenciado por el anarquismo italiano y el anarquismo mexicano influenciado por el anarquismo español.

## Primeros años
Nació en 1863 en una familia campesina de escasos recursos económicos cerca al sitio arqueológico de Pachacámac, en el actual distrito de Lurín, entonces una villa recién creada en 1857 de la división de Pachacámac. Sus padres fueron Manuel Trinidad Lévano y de Andrea Chumpitaz, campesinos del valle del río Lurín. Debido a las necesidades económicas de su familia se vio obligado a trabajar desde su niñez en el campo como agricultor.

## Guerra del Pacífico

### Inicio de la guerra
Al estallar la Guerra del Pacífico, siendo aún menor de edad y habiendo logrado terminar con honores sus estudios en Lima (ya que en Lurín no había escuela secundaria) e ingresar a la Universidad Nacional Mayor de San Marcos, se incorporó como voluntario en las fuerzas civiles que prepararon las defensas de Lima y Lurín en los primeros años de la guerra, por lo cual nunca llegó a estudiar en la universidad.

A finales de 1880, tras el fracaso peruano en la campaña de Tacna y Arica (1879-1880) y en la primera fase de la campaña naval, el gobierno chileno de Aníbal Pinto envía a la expedición Lynch a saquear desde el mar las principales haciendas azucareras de la costa peruana desde Arica (4 de setiembre de 1880) hacia el norte (10 de septiembre de 1880 en Chimbote, el 14 de septiembre en Supe, el 19 de septiembre en Paita, el 24 de septiembre en Eten, Chiclayo, Ferreñafe, Cayaltí, San Pedro de Lloc y Trujillo, que no fue destruida al pagar el cupo de guerra), pues eran las que estaban financiando para entonces el esfuerzo de guerra del Perú tras la ocupación de las salitreras y de las islas guaneras por parte del ejército invasor. La expedición terminó en Quilca (1 de noviembre de 1880) y logró saquear y cobrar cupos de guerra por alrededor de tres mil sacos de azúcar, 700 a 800 sacos de arroz, 500 pacas de algodón, 17 bultos de chafalonía de plata, 29,050 libras esterlinas en giros sobre Europa, 11 428 pesos plata, cinco mil soles papel, y secuestrar unos 400 chinos, lo que supuso un golpe económico para el Perú y el allanamiento para la ocupación de Lima, ya que Piérola, entonces dictador del Perú tras el golpe de Estado al presidente La Puerta (23 de diciembre de 1879), había dejado un reducido contingente de 3 mil soldados al mando del coronel Anselmo Zamudio en Pisco, a 230 km de Lima, para defender el frente sur de la capital, pues mandó al grueso del ejército hacia el norte, entre Barranca y Ancón, creyendo que los chilenos invadirían por el norte a pesar de las recomendaciones de Cáceres de reforzar el frente sur. 

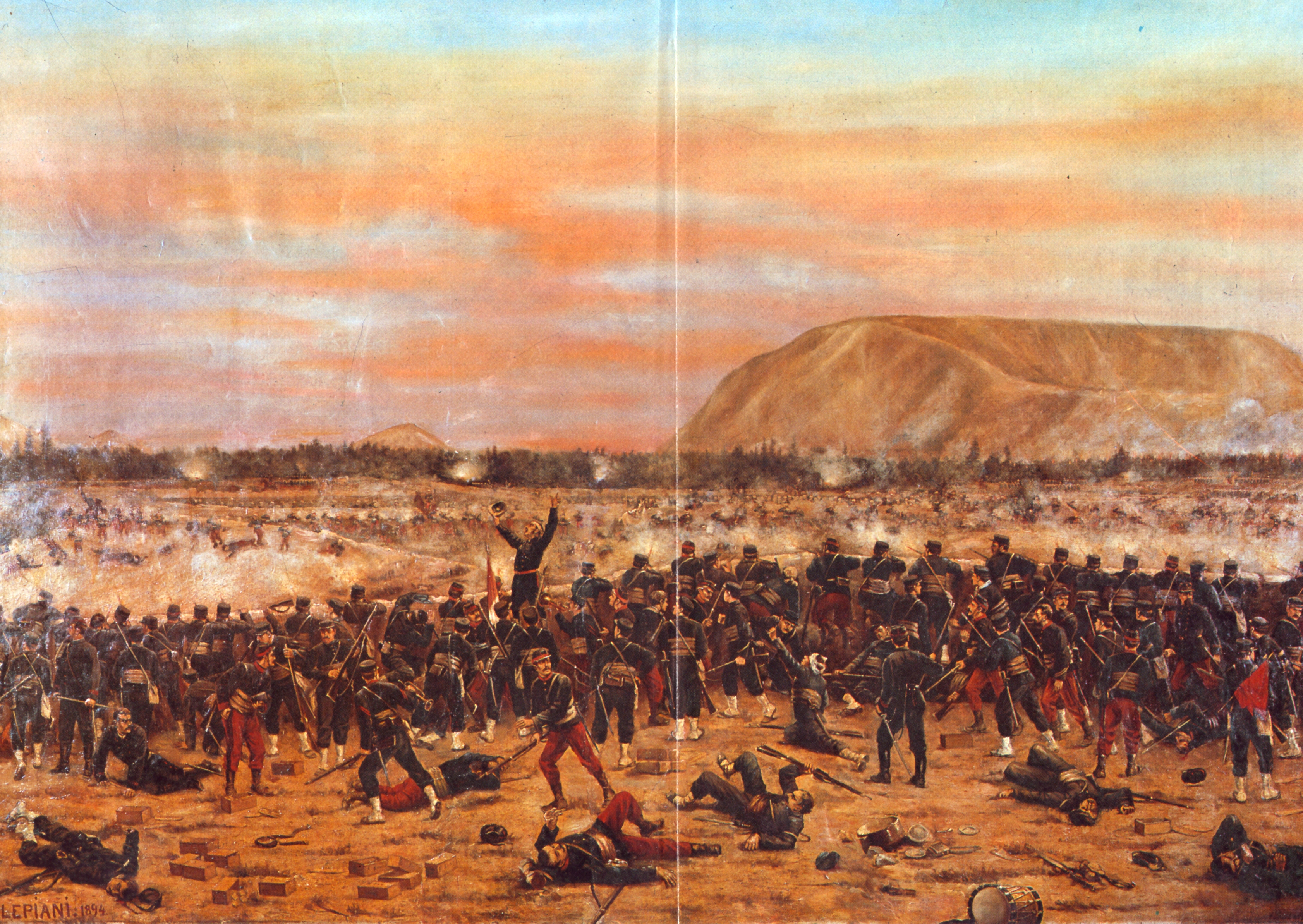
Óleo de Juan Lepiani titulado El tercer reducto (1894), el cual representa una escena de la batalla de Miraflores.

Como había anticipado Cáceres, las fuerzas chilenas iniciaron la campaña de Lima por el sur atacando primero Pisco, que quedó desprotegida cuando el coronel Zamudio decidió huir al ver la superioridad numérica de los chilenos. Así, ocupado el puerto de Pisco, los chilenos avanzaron hacia Chilca y Tambo de Mora y desembarcaron finalmente en Pisco, Chilca y Curayacu (playa de San Bartolo) a finales de diciembre de 1880, y establecieron su cuartel general en la villa de Lurín.

### Defensa de Lima
Para entonces, Andrés Avelino Cáceres había sido enviado desde Lima con sus soldados para ocupar Lurín vía terrestre, mientras las fuerzas chilenas se movilizaban vía marítima, lo que lo obligó, debido al desierto y la falta de medios de transporte para sus tropas, a regresar a Lima. En ese ínterin fue que Manuel C. Lévano, con apenas 18 años, se unió como voluntario a las fuerzas de Cáceres. Plegado al IV Cuerpo del Ejército del Perú al mando de Cáceres participó en la batalla de San Juan y Chorrillos (13 de enero de 1881) y, como parte del I Sector del ejército peruano, también bajo el mando de Cáceres, en la batalla de Miraflores (15 de enero de 1881), durante la cual Piérola disolvió el ejército peruano y huyó del campo de batalla con su guardia personal. Tras la pérdida de ambas batallas, Lima fue ocupada el 17 de enero de 1881 por el ejército chileno, lo que obligó a Cáceres a trasladarse a Jauja, donde inició la campaña de la Breña (1881-1884).

### Campaña de la Breña

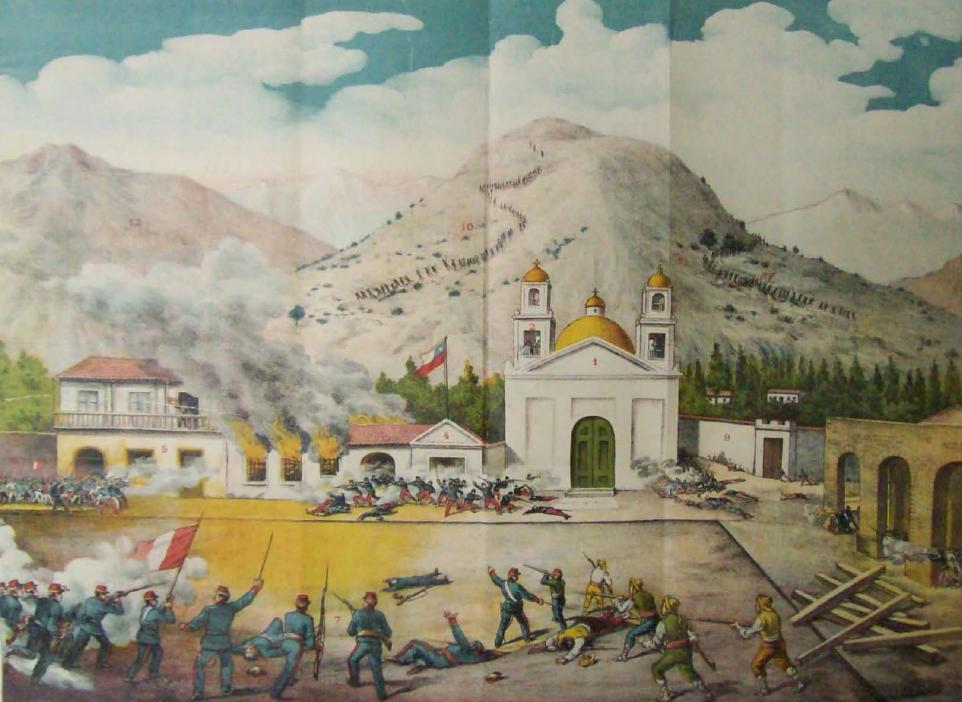
Litografía de 1904 de Luis Fernando Rojas, en la que se representa el combate de Concepción, donde se observa el incendio del cuartel de la guarnición chilena durante el enfrentamiento.

Lévano se sumó a las fuerzas irregulares del ejército de Cáceres, ya convertido en jefe político y militar de los Departamentos del Centro de la República, y se destacó en el combate de Concepción (9 y 10 de julio de 1882), en Junín, cerca a la capital departamental de Huancayo, donde las fuerzas peruanas, desde la base de operaciones de Cáceres en Izcuchaca, con apoyo de las guerrillas campesinas de la sierra central (que siguieron activas hasta las primeras décadas del siglo XX y luego pasarían a reagruparse en las rondas campesinas) lograron derrotar a las tropas chilenas al mando del capitán Carrera Pinto, quien cayó en combate junto a todos sus soldados, pues las fuerzas de Cáceres no dejaron sobrevivientes chilenos.
El resto de la guerra siguió como guerrillero bajo el mando de Cáceres en la campaña de la Breña hasta el final del conflicto armado con la firma del Tratado de Ancón (20 de octubre de 1883) y la desocupación de Lima (oficialmente el 23 de octubre de 1883, aunque las últimas tropas chilenas abandonaron el puerto del Callao recién el 4 de agosto de 1884), tras lo cual regresó a Lurín, ya que no participó en la guerra civil que estalló ese año entre Cáceres y Miguel Iglesias.

## Actividad político-partidaria
Entre 1884 y 1895, Manuel C. Lévano pasó por una etapa ideológica y política de corte partidaria, primero en el bando cacerista y luego en el pierolista. Si bien en esos años los partidos políticos en el Perú aún no existían como tales (salvo por el Partido Civil fundado en 1871), existían más bien movimientos políticos configurados como bandos políticos y liderados por caudillos militares al mando de milicias civiles y militares, en su mayoría montoneras, que fungían de ejércitos privados, ya que además el Ejército del Perú, como un cuerpo militar con una estructura organizativa moderna, recién se fundó y organizó en 1896 con la llegada de la primera misión militar francesa en Perú, al mando del coronel Paul Clement.

### Militancia en el bando cacerista

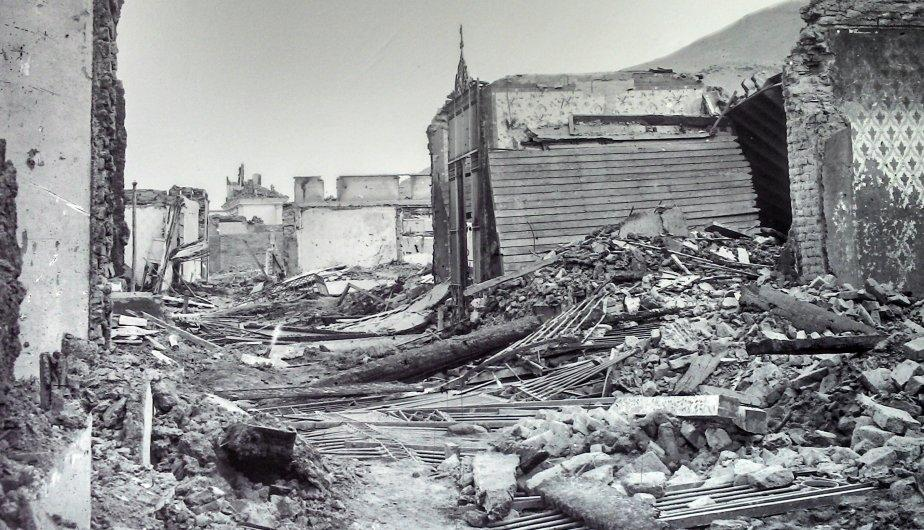
A partir de 1885, con el inicio de la etapa de la Reconstrucción Nacional tras el final de la Guerra del Pacífico y de la ocupación chilena del país, Chorrillos y los balnearios y pueblos del sur, como Lurín, debieron ser reconstruidos por completo, ya que fueron los más afectados durante la campaña de Lima por los bombardeos y saqueos del ejército chileno. Fotografía de Chorrillos en 1881, tras el bombardeo chileno.

De regreso a Lurín, Lévano se casó con la lurinense Hermelinda Gómez, muy probablemente en 1884, y se convirtió allí en preceptor (maestro) de escuela y fue uno de los primeros organizadores de la fundación de la primera escuela de primaria de Lurín entre 1885 y 1888. Además, tras el triunfo de Cáceres ante Iglesias en la guerra civil peruana de 1884-1885 (en la que parece no haber participado) al finalizar la guerra con Chile, por su nivel cultural se desempeñó como secretario del Concejo Distrital de Lurín y, por su adscripción al cacerismo, fue nombrado alcalde del distrito el 16 de enero de 1889 por el Consejo Municipal de Lima (ya que entonces a los cargos de alcalde para distritos y de prefectos para provincias y departamentos no se accedía por elección popular sino por nombramiento municipal y del gobierno nacional, respectivamente) durante el periodo de la reconstrucción nacional.
Sin embargo, debido a movimientos legales de sus opositores políticos en Lurín no pudo asumir el cargo sino hasta tres meses después en abril de 1889. Pero debido a acusaciones en su contra de dos regidores opositores a él en concejo distrital de Lurín, la municipalidad de Lima acuerda el 17 de setiembre de 1889 llevarlo a juicio criminal, por lo que Lévano fue suspendido de su cargo de alcalde y el consejo municipal de Lurín quedó en situación de acefalía.
El 7 de enero de 1890, mediante resolución suprema firmada por Cáceres, se dispuso que Lévano siga cumpliendo su función en Lurín hasta que el juez de la causa emita sentencia disponiendo lo contrario. No obstante, en la práctica Lévano quedó ausente de su función municipal, ya que el juicio continuó varios meses más, tiempo durante el cual lo reemplazo el teniente alcalde hasta poco antes del término de su periodo, que en esa época era de dos años, por lo cual regresó al cargo por poco tiempo en 1890 hasta que fue reemplazado en el cargo por el anterior alcalde, José Dolores Ávila.

### Militancia en el bando pierolista
Su breve paso por la administración pública, siendo seguidor de Cáceres, significó una decepción para sus anhelos de desarrollo social en su tierra natal, en la que además encontró poco apoyo político y popular, por lo que pronto abandonó el cacerismo y migró a Lima, donde se ocupó como panadero y donde, además, migró hacia el pierolismo montonero que entonces empezaba a cobrar fuerza entre las clases populares del país que veían en el caudillismo de Piérola una posibilidad más inmediata para realizar cambios sociales. Este apoyo popular relativo que tuvo Piérola le permitió al caudillo perpetrar un nuevo golpe de Estado, esta vez contra el presidente Cáceres, quien en 1894 se reeligió inconstitucionalmente para un nuevo mandato presidencial. Sin embargo, la razón real del golpe fue romper con la hegemonía que el bando cacerista ejercía en la política nacional desde 1884.   

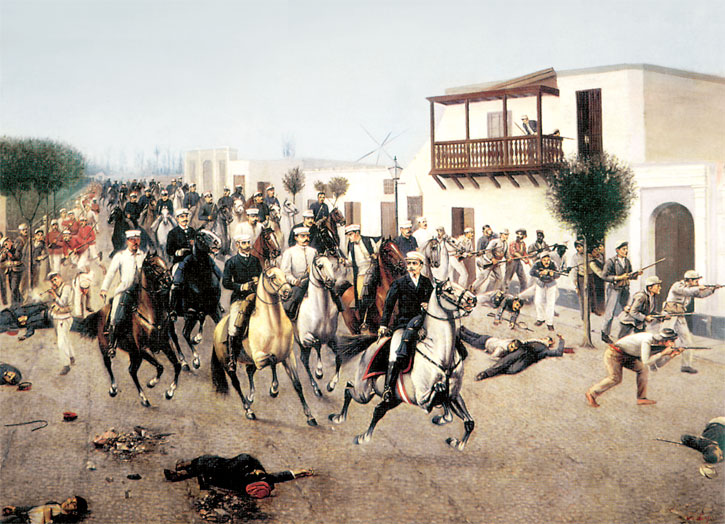
Entrada de Piérola a Lima en la madrugada del 17 de marzo de 1895 por la antigua Portada de Cocharcas de la muralla de Lima, cerca a la Portada de Barbones, en el cruce de las actuales avenidas Grau y Sebastián Lorente. Óleo de Juan Lepiani.

Así, iniciada la guerra civil de 1894-1895 entre las fuerzas gubernamentales de Cáceres y las montoneras de Piérola, Manuel C. Lévano se unió a las guerrillas civiles que apoyaron al bando pierolista y que en marzo de 1895 atacaron, saquearon y tomaron Lima.
El 16 de marzo de 1895, por la tarde, las fuerzas pierolistas, tanto de montoneros como de guerrilleros, entre los que estaban Lévano, fueron repartidas por el caudillo en tres cuerpos armados a para atacar la capital. Uno por el norte, otro por el este y otro por el sur con la finalidad de atacar los tres lados de la muralla de Lima y así dividir a las fuerzas gubernamentales de Cáceres para debilitar su defensa ante el asalto de los insurrectos.
En la madrugada del día siguiente, el 17 de ese mes, Piérola finalmente da la orden de atacar e inicia el asalto sobre Lima por la Portada de Cocharcas, en la zona del actual distrito de Barrios Altos, por el este de la ciudad, mientras las otras fuerzas de Piérola invadían la ciudad por el norte y el sur. Eso obligó a Cáceres a retirarse hacia el centro de la capital y atrincherar sus fuerzas en Palacio de Gobierno. Sin embargo, los enfrentamientos entre ambos bandos continuaron el resto de ese día y el todo el día siguiente hasta el 19 de marzo. Ese día la ciudad amaneció con cadáveres tirados en las calles de toda la ciudad, algunos historiadores cifran la cantidad de muertos en más de mil, mientras que los hospitales estaban abarrotados de más de 2 mil heridos, lo que generó pánico ante el peligro de una epidemia de enfermedades por la rápida descomposición de los cadáveres, ya que estaban en pleno verano. Debido a esto, el cuerpo diplomático de la ciudad se reunió e intervino para iniciar negociaciones entre ambos bandos, que aceptaron firmar un armisticio ese mismo día mediante el cual Cáceres aceptaba convocar a elecciones, renunciar a la presidencia y partir al exilio, e inmediatamente se formó una junta de gobierno presidida por Manuel González de Candamo.
Triunfada la revolución, Piérola postuló como candidato único a las elecciones de 1895 y salió electo presidente. Sin embargo, las expectativas populares que había canalizado Piérola no se cumplieron durante su presidencia y, por el contrario, con su gobierno se inició el periodo de la república aristocrática en el Perú, durante el cual la oligarquía costeña y el Partido Civil terminaron capturando el poder del país en reemplazo de los antiguos caudillos militares del siglo XIX. Este nuevo escenario radicalizó al naciente movimiento obrero del país dentro de los gremios ya existentes, como el de los trabajadores textiles, panaderos, zapateros, metalúrgicos y del latifundismo, lo que conllevó a que muchos obreros decantaran hacia el anarquismo sindicalista, como le terminó sucediendo a Manuel Caracciolo Lévano.

## Actividad anarcosindicalista
Tras su frustrada incursión en la política partidaria en Lurín y Lima decidió instalarse definitivamente a Lima, donde se convirtió, primero, en vendedor de cigarrillos y luego en empleado panadero. Allí, influenciado por el filósofo anarquista Manuel González Prada, Lévano decantó en el anarquismo y rápidamente optó por una óptica ideológica anarcosindicalista, por lo que se involucró a tiempo completo en la construcción del naciente movimiento anarcosindicalista entre los obreros gremiales de la época, quienes estaban sometidos a jornadas laborales de más de 12 horas diarias sin derechos laborales y en pésimas condiciones de trabajo. Esto, sobre todo, porque para entonces en Lima y el resto del Perú los obreros solo tenían acceso a entidades organizativas de carácter mutualista, que en la práctica les servían solamente como organizaciones de caridad en casos de enfermedad o sepelio. Por entonces el pensamiento de González Prada ya había impactado desde 1891, con la creación, junto a Christian Dam, José Benigno Ugarte, José Gálvez, Eduardo Lavergne y Arturo Arróspide, del partido Unión Nacional, sobre el movimiento obrero y gremial que había empezado a constituirse en el Perú desde finales de la década de 1850 sobre la base del sector de artesanos. Su filiación al anarcosindicalismo, además, es muy probable que se haya debido a que, como panadero, tuvo contacto con la Sociedad Obrera de Panaderos “Estrella del Perú”, a la que perteneció y que había sido fundada el 10 de abril de 1887 por los obreros panaderos de Lima con fines de apoyo mutuo (mutualismo) y que se convertiría en pieza clave para la conformación y consolidación del movimiento anarquista en el Perú, sobre todo con la exitosa huelga de panaderos de abril y mayo de 1901 en Lima, acción de lucha en la que Manuel C. Lévano participó junto a su hijo Delfín. La sociedad "Estrella del Perú", además, ni bien creada se había afiliado a la Confederación de Artesanos “Unión Universal” (CAUU) dentro de su sección federada N° 9, organización que se había fundado en mayo de 1886 con la unificación de otras sociedades obreras de Lima, Callao y los entonces pueblos de Miraflores, Barranco, Chorrillos y Surco. Sin embargo, Manuel C. Lévano no permitió que la CAUU interviniera en la huelga como intermediaria entre los huelguistas y sus empleadores, estrategia de mediación que había adoptado la CAUU desde 1896 durante el gobierno de Piérola, lo que, en la práctica, era una manera de debilitar las acciones de lucha y los reclamos laborales de los obreros ya que el gobierno, bajo amenaza de reprimir las acciones de lucha, solo intervenía para favorecer a los empleadores. Aquella vez Lévano y su hijo lograron aplicar por primera vez en el Perú una estrategia de negociación directa con los empleadores, excluyendo del proceso a la CAUU al presentar primero un pliego de reclamos laborales a los empleadores e iniciar los paros laborales recién tras el rechazo de sus reclamos por parte de sus empleadores, lo que a su vez obligó al gobierno de Eduardo López de Romaña a mediar en base a los pliegos de reclamos laborales presentados por los trabajadores panaderos durante la huelga y no bajo los términos de los empleadores o del gobierno. Esta nueva estrategia ideada por Lévano dio fruto y permitió que la huelga de 1901 tuviera éxito, ya que los empleadores terminaron aceptando los reclamos exigidos por los trabajadores panaderos. Esta acción, además, fue replicada en los siguientes meses por otros gremios obreros, lo que terminó desarticulando a la CAUU, que fue acusada por los obreros de ser colaboracionista con los empresarios.
Así, en 1904, debido al alza del precio de los productos de consumo básico de ese año y a los malos manejos que se realizaron dentro de la CAUU, y siendo él en ese momento presidente del comité de la Sociedad Obrera de Panaderos "Estrella del Perú", desafilia a esta organización de la CAUU y la reconstituye, junto a los también militantes anarquistas Delfín Lévano (su hijo), Fidel García Gacitúa y Leopoldo E. Urmachea, para refundarla como la central sindical Unión de Trabajadores Panaderos del Perú, que al año siguiente, en 1905, se volvió a reconstituir para convertirse en la Federación de Obreros Panaderos "Estrella del Perú", cuyo programa del acta fundacional firmó como presidente del comité junto a: Teodomiro Rodríguez (vicepresidente), Juan Guerrero (fiscal), Juvenal Vázquez (tesorero), Roberto Ríos (adjunto), Adalberto Sánchez (vocal de beneficencia), Moisés Sandobal (vocal de beneficencia, Leopoldo E. Umachea (vocal de beneficencia), Delfín A. Lévano (secretario), Germán R. Torres (secretario), Cecilio Gutiérrez, Carlos Wenglent, Miguel R. Moreno, Félix Arias, Belisario Bernaola, Francisco Miranda, Carlos Cabañas, José Hernández, Pastor Mendoza y Manuel Z. García.

### Inicio de la lucha obrera
A la cabeza de este sindicato, del cual fue presidente y al que le brindó una estructura organizativa sindical moderna (por lo que es considerado como el primer sindicato moderno del Perú), fundó la Federación Obrera Regional del Perú (FORP) en 1912, a la que se afiliaron otros gremios obreros y anarquistas, como, entre otros, la Sociedad de resistencia de los obreros galleteros y anexos, la Federación de Electricistas, la Unificación Textil de Vitarte (quienes en agosto de 1896 realizaron la primera huelga del Perú, realizada en Lima; aunque los tipógrafos ya habían realizado un paro en Lima en 1883 en busca de mejorar sus salarios) y la Unificación Proletaria de Santa Catalina. 
Esta federación obrera anarcosindicalista, de la cual fue uno de los principales dirigentes y que en realidad era más bien una confederación de federaciones gremiales, apoyó la publicación Los Parias (primer periódico estrictamente anarcosindicalista del país, aunque abogaba por el "comunismo proletario", se publicó entre 1904 y 1910) y organizó la primera huelga netamente sindicalista del Perú, la cual se realizó entre el 1 y el 20 de mayo de ese mismo año (1904) en Lima y el Callao, resultando en la muerte del primer trabajador peruano en una manifestación obrera: Florencio Aliaga, quien murió el 19 de ese mes en el Callao durante los disturbios en esa ciudad. La jornada la iniciaron allí los jornaleros del muelle (quienes ganaban entre 1 y 2 soles de la época por una jornada de trabajo mayor a 12 horas diarias), a quienes se plegaron ese mismo día los jornaleros gavieros, los servidores del ferrocarril inglés y los de la factoría El Águila, llegando a reunirse con el prefecto de la ciudad y con los representantes de las compañías navieras que operaban en el puerto. Al día siguiente Manuel C. Lévano y los panaderos de la Federación de Obreros Panaderos "Estrella del Perú" se unieron a la acción de lucha de los trabajadores del Callao y se movilizaron en Lima. Con el transcurso de los días, al estancarse las negociaciones entre los obreros, por un lado, y las empresas y las autoridades por el otro, el gobierno civilista de Manuel Candamo decidió reprimir las manifestaciones y la huelga enviando a la gendarmería, con lo que se iniciaron los enfrentamientos en las calles y los disturbios que no tardaron en tornarse violentos. Ante la situación, el expresidente Cáceres viajó al Callao e intercedió en el conflicto garantizando que los sueldos serían mejorados, lo cual ocurrió con un ligero aumento salarial. Sin embargo, la jornada laboral no fue disminuida. Los sucesos de esa primera acción de lucha sindical en la que la FORP tuvo un importante papel marcaría el futuro del movimiento sindicalista en los siguientes años, ya que además del 1° de mayo, la FORP y los sindicatos organizarían todos los años cada 19 de mayo marchas, manifestaciones y romerías en el Callao y Lima en homenaje a Florencio Aliaga y los sucesos de 1904.
El 1 de mayo de 1905 organizó en Lima la primera manifestación obrera en el Perú en homenaje a los mártires de Chicago, actividad en la que participaron varios centenares de obreros anarcosindicalistas portando estandartes rojos, acto que tuvo mucho eco entre los obreros de Lima. El diario La Prensa publicó una crónica completa de los sucesos de ese día: En la mañana se había efectuado una romería a la tumba de Florencio Aliaga, obrero del Callao muerto el 19 de mayo de 1904, durante una huelga por las 8 horas y otros puntos, llevada a cabo por portuarios, metalúrgicos y ferroviarios del puerto [en el marco de la huelga de ese mes (mayo de 1904) organizada por la FORP]. “Por tren extraordinario, decía la edición vespertina del diario de Baquíjano, se dirigieron los obreros limeños al Callao en número de cuatrocientos o poco menos”. Previamente, se habían congregado, “presididos por el señor Caracciolo Lévano”, en la estación de San Juan de Dios (más tarde plaza San Martín). En la tarde del mismo primero de mayo de 1905 hubo un acto solemne. Allí, González Prada pronunció su discurso hoy célebre sobre “El intelectual y el obrero”, en que llama a los intelectuales a ser, no lazarillos, sino compañeros de lucha del trabajador. Luego Manuel Caracciolo Lévano disertó sobre “Lo que son y lo que debieran ser los gremios obreros”. Ambos discursos fueron publicados íntegramente en el diario La Prensa al día siguiente. Vibraban aún en el cable internacional las noticias sobre el sangriento “Domingo Rojo” en la Rusia zarista. Ello explica por qué el discurso del panadero peruano, que llamó a luchar por la jornada de ocho horas, terminó con estas palabras: “¡que lo que hoy hacen los esclavos de la Rusia lo hagan mañana los esclavos del Perú!”.

### Radicalización de la lucha sindical

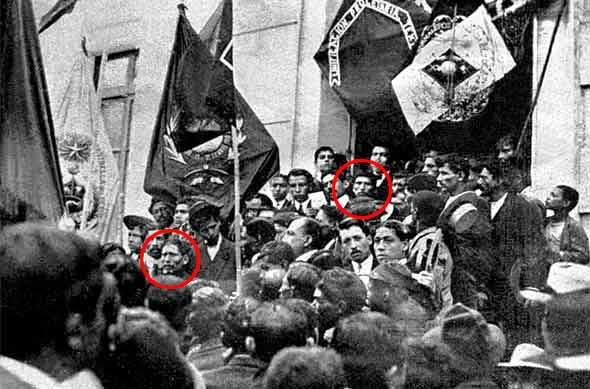
Primer paro general en 1911, en Lima, en solidaridad con los obreros tejedores de Vitarte. En círculos: Manuel C. Lévano (abajo) y Delfín Lévano (arriba). Fuente: Variedades, N° 218, Lima: 4 de junio de 1912.

El 10 de abril de 1911 organizó junto a los gremios anarcosindicalistas de Lima la primera huelga general de trabajadores en el Perú (aunque se focalizó principalmente en Lima y el Callao), a la que se plegaron todos los gremios de Lima y el Callao en solidaridad con los obreros textiles de la fábrica textil de Vitarte, quienes trabajaban más de 13 y 14 horas diarias, siendo obligados a trabajar incluso de corrido durante toda la noche por más de 16 horas diarias, por lo que los tejedores de Vitarte venían luchando por sus derechos laborales desde el año 1896. La huelga general triunfó y su resultado fue la supresión del trabajo nocturno por presión de la FORP y otros gremios. El gobierno de Augusto B. Leguía, para entonces, ya se había visto obligado a aprobar el 20 de enero de 1911 una ley de indemnización por accidentes de trabajo (la ley Nº 1378, que fue la primera ley de este tipo en América Latina) frente a la presión obrera de los mismos tejedores de Vitarte. Como consecuencia del conflicto, los obreros textiles fundaron la Unificación Obrera Textil de Vitarte y la Unificación Proletaria Textil de Santa Catalina en mayo y noviembre de ese año, respectivamente.
Así mismo, en 1912 y 1913, debido a la crisis económica que sacudió al Perú y a la reivindicación obrera realizada por el gobierno de Guillermo Billinghurst, las huelgas gremiales se aumentaron e intensificaron en Lima y el Callao, lo que llevó a que se crearan nuevos sindicatos de corte anarcosindicalista tanto en estas ciudades como en otras (como Trujillo, Arequipa, Cusco y Puno), como en el campo, sobre todo en la costa norte del Perú y con especial énfasis en Cusco y Puno, donde los campesinos e indígenas en condiciones de semiesclavitud exigían y reclamaban el cese de los abusos a los que se veían sometidos por parte de los grandes hacendados, de los gamonales y terratenientes latifundistas. En este contexto, Manuel C. Lévano se dedicó a la organización de diversas huelgas con la FORP en esos años. La principal de ellas fue, sin lugar a dudas, la organizada por la Unión General de Jornaleros del Perú en enero de 1913 con apoyo de la FORP, que inició el 7 de ese mes tras haberse cumplido el ultimátum de 24 horas que los obreros agremiados le dieron al gobierno el 5 de enero de 1913 para aprobar la jornada laboral de 8 horas, el aumento salarial, la cobertura médica en casos de accidentes de trabajo, y otras reivindicaciones, lo que paralizó al Callao, pues se adhirieron los trabajadores gasistas, molineros, tipógrafos, panaderos y de otros gremios, mientras que en Lima los dirigentes sindicales se iban movilizando para organizar al adhesión al paro.
El presidente exhortó el 9 de enero a los obreros a levantar el paro y envió tropas gubernamentales para reinstaurar el orden en el Callao, pero los obreros continuaron con la huelga, ante lo cual la empresa que operaba en el muelle del Callao se vio obligada a ceder y les concedió a los obreros sus reivindicaciones con un aumento salarial del 10 %. Esto motivó a otros gremios del Callao y Lima e iniciaron huelgas exigiendo los mismos derechos para los demás gremios.
De ese modo, el 12 de enero la FORP y el periódico La Protesta organizaron en el Callao un mitin para festejar las reivindicaciones obtenidas y para extender la medida de lucha. Durante ese evento, luego de pronunciar la palabra destacados militantes, entre ellos Lévano y su hijo Delfín, la multitud recorrió las calles de la ciudad festejando el triunfo obrero. Con motivo de los festejos sindicales se organizaron manifestaciones y huelgas gremiales en otras ciudades del país y su sucedieron en los siguientes días disturbios en Talara, Lagunitas, Loritos y Negritos, además de en Lima. Durante esos días la FORP organizó varias movilizaciones con la finalidad de que fueran restituidos en sus puestos obreros que habían sido despedidos de sus trabajos por acatar las huelgas, y ante el temor de que las huelgas se extendieran al resto del país, Billinghurst se vio obligado a: 1) aprobar la Reglamentación de Huelgas el 24 de enero de 1913; 2) aprobar el 10 de marzo de 1913 la jornada laboral de 8 horas para los trabajadores del muelle del Callao; y 3) reglamentar la ley N° 1378 de 1911 por decreto del 4 de julio de 1913. Esta fue la puerta de entrada para que la jornada laboral de las 8 horas se lograra conseguir a finales de esa década.
Tras la caída de Billinghurst por el golpe de Estado de 1914 en su contra por parte del general Óscar R. Benavides (quien fue ratificado como presidente provisorio por el congreso el 15 de mayo de 1914) con el apoyo de la mayoría conservadora del Congreso de la República y del diario La Prensa, la represión al movimiento obrero y anarcosindical fue radicalizada por parte del gobierno de Benavides, que aunque fue corto, fue brutal. Esa situación no cambió mucho con el restablecimiento de la democracia durante el segundo gobierno de José Pardo y Barreda, durante el cual, debido a la represión de la gendarmería, la FORP se vio forzada a disolverse y fue sustituida en diciembre de 1918 por la primera Federación Obrera Local de Lima (FOLL), proceso en el cual Manuel C. Lévano también participó.

### Las huelgas generales de 1919
En enero de 1919, tal como en enero de 1913, y como respuesta a la represión del gobierno de Pardo, los obreros textiles de las fábricas Inca y Vitarte, agrupados en la Federación de Trabajadores en Tejidos del Perú, constituida a inicios de ese mismo mes, inició una huelga general por la jornada laboral de 8 horas a la que se plegaron inmediatamente los demás gremios de Lima y el Callao. La huelga inició el 13 de enero y duró hasta el 15 de ese mes, tiempo durante el cual la huelga general se extendió a otras ciudades del país. Durante esos días todas las actividades de Lima y Callao se paralizaron, lo que conllevó al desabastecimiento de comida y servicios de transporte público, ya que los trabajadores ferroviarios de los trenes y tranvías también acataron la huelga general.
Ante la situación de movilizaciones y huelgas generales de los gremios en varios puntos del país el gobierno respondió reprimiendo la huelga para que los negocios y servicios se restablecieran, pero los huelguistas no se sometieron, lo que decantó en una serie de enfrentamientos brutales entre los obreros y las fuerzas gubernamentales. La medida de lucha se sostuvo durante los tres días de huelga principalmente por la labor de los dirigentes sindicalistas que la organizaron: el propio Manuel C. Lévano y su hijo Delfin Lévano (del gremio de panaderos) y los anarquistas Nicolás Gutarra (del gremio de ebanistas), Julio Portocarrero (del gremio de tejedores de Vitarte y, convertido luego al comunismo pro-soviético, futuro primer secretario general de la Confederación General de Trabajadores del Perú (CGTP) tras su fundación en 1929), Manuel Casabona (del gremio textil y presidente del Comité de Huelga), Fausto Navarrete (del gremio textil de Vitarte), Julio Tataje (del gremio textil de Vitarte) y Adalberto Fonkén (también del gremio textil de Vitarte).
Debido a la paralización total de Lima y el Callao, y a la rápida extensión de la huelga general a otras ciudades del país, el gobierno de Pardo terminó aceptando la exigencia obrera y ese mismo día, el 15 de enero de 1919, por decreto ley de Pardo, la jornada laboral de 8 horas fue aprobada por el gobierno y se estableció que ese derecho laboral aplicaría para los trabajadores de los talleres y dependencias del Estado. Además, en los talleres y establecimientos particulares los patrones y obreros deberían ponerse de acuerdo sobre el horario de trabajo, pero en caso de no llegarse a un acuerdo entre las partes regiría oficialmente la jornada laboral de 8 horas.
27 de mayo de 1919 los gremios anarcosindicalistas y la FOLL iniciaron bajo la plataforma del Comité Pro-Abaratamiento de las Subsistencias, organismo al que se adhirieron Lévano y su hijo Delfín, otra huelga general en Lima y Callao exigiendo el abaratamiento de las subsistencias que se habían elevado como producto de, por un lado, la crisis económica que siguió al final de la Primera Guerra Mundial (1914-1918) y, por otro lado, a la subida del precio de los productos básicos por la especulación de los empresarios a pesar de que los empresarios exportadores de materias primas del Perú se había beneficiado cuantiosamente durante la guerra. Ante la negativa de los empresarios de bajar los precios y del gobierno de regularlos, las huelgas, paros y manifestaciones duraron hasta el 2 de junio en Lima y hasta el 5 de ese mes en el Callao.

Durante esos meses la huelga general fue brutalmente reprimida por las fuerzas del gobierno, lo que provocó varios muertos y heridos, no solo en Lima y Callao, sino también en Chosica y otras ciudades del país, mientras muchos otros obreros agremiados fueron arrestados y encerrados en la isla de El Frontón, acusados de participar en los saqueos e incendios durante los numerosos disturbios que se sucedieron durante esos meses. El 26 de abril, en el local de la Sociedad Hijos del Sol, la policía detuvo a los dirigentes anarquistas Nicolás Gutarra y Carlos Barba, y cuando Adalberto Fonkén asume la secretaría del comité al día siguiente (27 de abril) también es detenido.

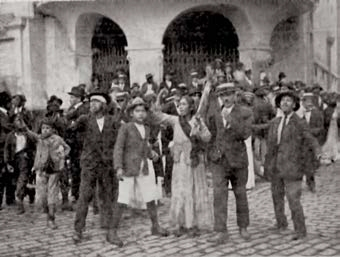
Manifestación de obreros anarcosindicalistas durante el paro general en mayo de 1919, en Lima.

Ante del desborde de la huelga general, el gobierno decreta ley marcial y empieza a allanar los domicilios particulares de dirigentes anarcosindicalistas, además de locales anarquistas y sindicales, y creó un cuerpo paracivil antimotines llamada "Guardia Urbana" debido a que entre las tropas del Estado empezó a surgir renuencia por reprimir las manifestaciones y disturbios contra civiles, mujeres y niños. Sin embargo, a pesar del recrudecimiento de la represión, la huelga general no se desarticuló y las manifestaciones populares continuaron. Ante la situación de inoperancia del gobierno y su incapacidad de frenar la huelga general, el presidente Pardo fue depuesto el 4 de julio de ese año por el golpe de Estado de Leguía (electo en las elecciones presidenciales de 1919) con el apoyo de la Gendarmería de Lima, situación que el Comité Pro-Abaratamiento de las Subsistencias aprovechó para exigir la liberación de los anarquistas y obreros encarcelados en condición de presos políticos, a lo que el nuevo gobierno accedió el 12 de julio, con lo que la huelga general llegó a su fin.

El 22 de julio el comité huelguista conformado por la FOLL y otros gremios federados se reorganizó y se refundó bajo la central sindical Federación Obrera Regional Peruana (FORP), de corte anarcosindicalista y con tendencia revolucionaria, continuadora de la anterior FORP, hecho en el que Manuel C. Lévano también participó. En su declaración de principios, la nueva FORP consideraba que los capitalistas acaparaban los beneficios, monopolizaban el mercado y reducían los salarios, que existía una carencia absoluta de moralidad y justicia en la sociedad, y que esa injusticia social obligaba a los trabajadores a buscar medios de fuerza para lograr un mejor estado social de libertad integral e igualdad económica, declarando:
Que ella es internacional, cobija en su seno a todos los obreros sin distinción de raza, sexo, religión y nacionalidad; conmemora el 1º de mayo como día de alta protesta del proletariado internacional y afirma que: "La emancipación de los trabajadores tiene que ser obra de los trabajadores mismos".

### Declive de la FORP
El gobierno de Leguía buscó modernizar el modelo capitalista peruano, para lo que impulsó la mediación en los conflictos obreros. Esta medida fue rechazada inmediata y tajantemente por los anarquistas y sindicalistas, que comenzaron a perder terreno frente a los reformistas sindicales y a los socialistas liderados por José Carlos Mariátegui y los apristas liderados por Haya de la Torre, quienes preferían la "política obrera" a la acción directa de los anarquistas y anarcosindicalistas.
En abril de 1921 la FORP convocó la reunión del Primer Congreso Local Obrero de Lima y el Callao, evento en el que Lévano participó y su hijo Delfín fue elegido secretario general. En este congreso se planteó la cuestión de la acción política de los trabajadores. Los anarquistas lograron declararla incompatible con el sindicalismo pero no pudieron lograr que el congreso obrero se pronunciara a favor del comunismo libertario como objetivo de los trabajadores organizados. Esto provocó que las ideas socialistas, divulgadas en el Perú ya desde 1918, empezaran a tomar relevancia entre el proletariado gremial, lo que ocasionó que los sindicatos del gremio textil (entonces los más poderosos del país junto a los del gremio de panaderos) empezaron a abogar por la "política obrera" en lugar de por la "acción directa" del anarquismo y sobre todo del sindicalismo de la época.
En 1925 los miembros de la segunda Federación Obrera Local de Lima (FOLL) se adhirieron, unos al aprismo y otros al marxismo, y finalmente rompieron tácita y tácticamente con los sindicatos y los grupos anarquistas al no invitarlos a la celebración de la conmemoración del 1 de mayo. Con estos, los sindicatos obreros anarquistas que aún existían y en los que Manuel C. Lévano aún era dirigente terminaron desplazados. Ya para entonces la FORP se había disuelto tras su refundación y los esfuerzos de los dirigentes anarquistas como Lévano para relanzarla no dieron frutos, principalmente por el avance del aprismo y del socialismo, pero también debido a la creciente represión que Leguía ejerció sobre los dirigentes anarquistas, la mayoría de los cuales se vieron obligados a exiliarse del país.
Con los años, el avance de la óptica ideológica gremial iría quitándole terreno al anarquismo y al anarcosindicalismo, con lo cual el APRA y el Partido Socialista Peruano (PSP), creado por Mariátegui en 1928, fueron desplazando a los sindicatos anarquistas y, ya para la década de 1930, el logro de la jornada laboral de las 8 horas conseguido por los anarquistas y los anarcosindicalistas terminaría siendo arrebatado por los apristas, socialistas y comunistas como un logro de ellos debido al dominio que empezaron a ejercer sobre los medios impresos obreros y por la monopolización del sindicalismo que ejerció la CGTP desde su creación en 1929, a pesar de que los apristas, socialistas y comunistas no habían participado en las huelgas generales de 1911, 1914, 1915, 1916 y 1919.

## Últimos años

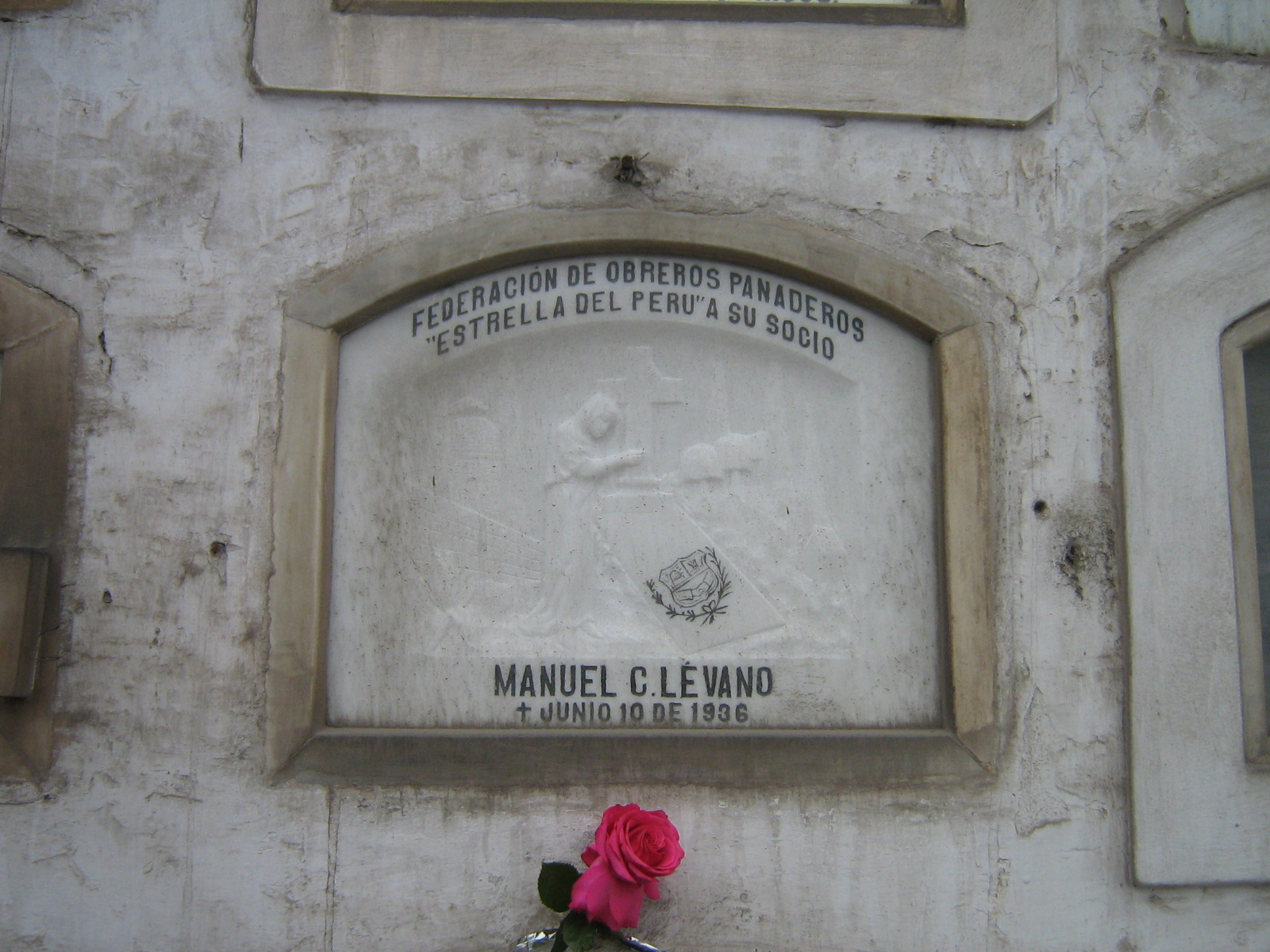
Nicho de Manuel Caracciolo Lévano en el Cementerio Presbítero Matías Maestro, en Barrios Altos, Lima.

Pasó sus últimos años de vida trabajando para ayudar a mantener a sus nietos, los hijos de su hijo Delfín Lévano, ya que este último había quedado inválido por las torturas a las que ambos fueron sometidos durante los reiterados encarcelamientos que sufrieron debido a su actividad y militancia anarcosindicalista durante los regímenes presidenciales de Pardo, Leguía, Sánchez Cerro y Benavides, hasta su muerte el 10 de junio de 1936 a los 73 años de edad. Sus restos reposan en el Cementerio Presbítero Matías Maestro, en el distrito limeño de Barrios Altos.

## Obra
Desde 1911, a través de la Federación Obrera Regional del Perú (FORP), Manuel C. Lévano se involucró en la edición del periódico del sindicato, llamado La Protesta, donde también colaboró escribiendo artículos y columnas de opinión hasta que cerró en 1926. También publicó textos en los diarios obreros El Oprimido, El Obrero Panadero y otros medios de propaganda gremial y anarcosindicalista, pero por lo general bajo seudónimos debido a la persecución gubernamental contra él. Además de los artículos que publicó con su nombre o bajo seudónimos en periódicos y publicaciones anarcosindicalistas también publicó en 1910 un libro, titulado Organización obrera, en el que postuló lo siguiente: 
Antes de entrar en materia debo dejar constancia que mi deseo no es atacar la existencia de las actuales Sociedades Humanitarias, sino que mi propósito es hacer ver a mis compañeros de trabajo, de todos los oficios, que los gremios pierden lastimosamente su tiempo y sus energías en ese trillado como sencillo asunto: La protección de auxilios mutuos… Que embebidos en este rutinario asunto, “tal vez inconscientemente, olvidase de sus deberes y derechos más importantísimos; de esos derechos a ser personas, a pensar y a obrar como hombres libres, y de esos deberes que nos obligan a tratarnos recíprocamente como seres racionales, considerándonos al igual de todos y de cada uno, con amor, confraternidad y justicia... Que cegados por irrisorias promesas de programas gubernativos (sic), que no tienen más valor que el de saber engañar, encomiendan a nuestros enemigos de todos los tiempos a la aristocracia y a los detentores del capital, ambos interesados en que se prolongue indefinidamente nuestra ignorancia, discordia, debilidad y les confían la defensa de nuestros más caros intereses, la solución de los trascendentes problemas del trabajo, mejor dicho de la cuestión social, que irrefutablemente son nuestras más legítimos derechos, nuestra aspiración más justa y sublime, desde que en la solución de esos grandes problemas sociales estriba ineludiblemente nuestra tan anhelada felicidad". 

## Familia
Estando en Lurín, alrededor de 1884, Manuel Caracciolo Lévano contrajo matrimonio con la lurinense Hermelinda Gómez y fruto de este matrimonio nacieron sus primeros 4 hijos: Delfín Amador (1885), Pedro, Emérica y Emilia Lévano Gómez.
Luego, tras la muerte de Hermelinda el 4 de julio de 1922, Manuel se casó en segundas nupcias con Prudencia Valerio, con quien tuvo a sus 8 hijos menores: Jorge, Juan Liberto, Domingo Almilo, Adelfo, Eirene Nondina (aprox. 1928) y Étnida Littla Lévano Valerio (aprox. 1933).